# Leapmotor S01
Der Leapmotor S01 ist ein Coupé des chinesischen Elektrofahrzeugherstellers Leapmotor. Das Fahrzeug wurde 2017 als LP-S01 auf der Auto Show in Guangzhou vorgestellt. 2019 wurden die ersten S01 ausgeliefert.

## Beschreibung
Die Karosserie ist 407,5 cm lang und 176 cm breit. Der Radstand beträgt 250 cm. Der S01 hat rahmenlose Türfenster und eingelassene Türgriffe; die 17-Zoll-Gussräder haben Y-förmige Speichen. Hinten ist eine Starrachse eingebaut. Der frontangetriebene Wagen ist ein 2+2-Sitzer (zwei Notsitze hinten). Er wiegt 1215 kg. Sein Permanentmagnet-Synchronmotor leistet 125 kW (170 PS) und hat 250 Nm Drehmoment. Damit soll das Coupé aus dem Stand in 6,9 Sekunden auf 100 km/h beschleunigen. Die Höchstgeschwindigkeit wird mit 135 km/h angegeben. Die Antriebsbatterie mit einer Kapazität von 48 kWh kann in einer Stunde von 30 auf 80 Prozent aufgeladen werden. Aufschließen lässt sich der S01 per Fingerabdruck oder Gesichtserkennung. Die Bedienung erfolgt weitestgehend über einen Touchscreen oder über die nicht-abschaltbare Sprachsteuerung.
2022 wurden 63 Fahrzeuge in China verkauft, während es 2021 noch 640 Fahrzeuge waren. Für 2020 sind 709 Fahrzeuge überliefert.

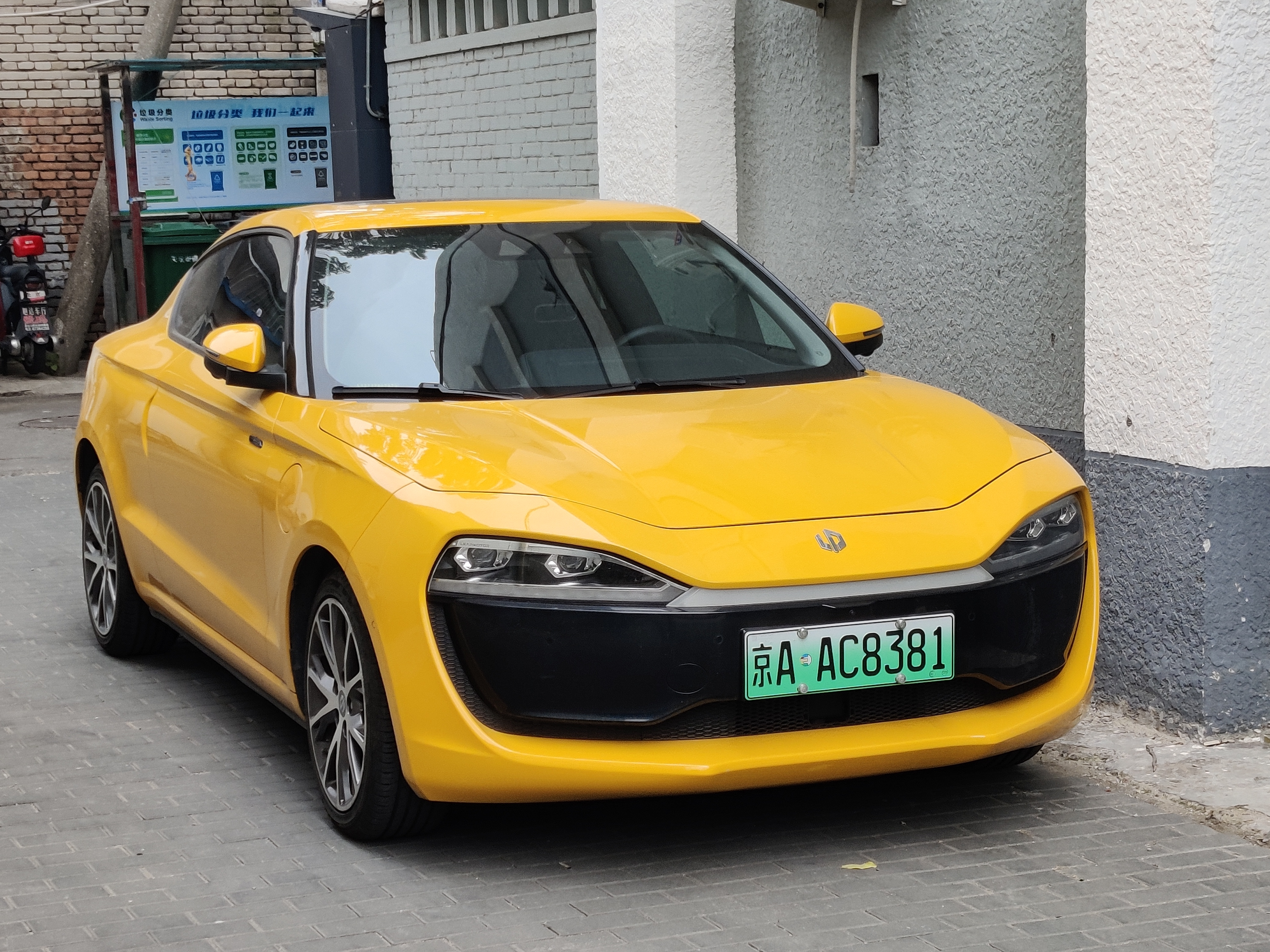
Frontansicht
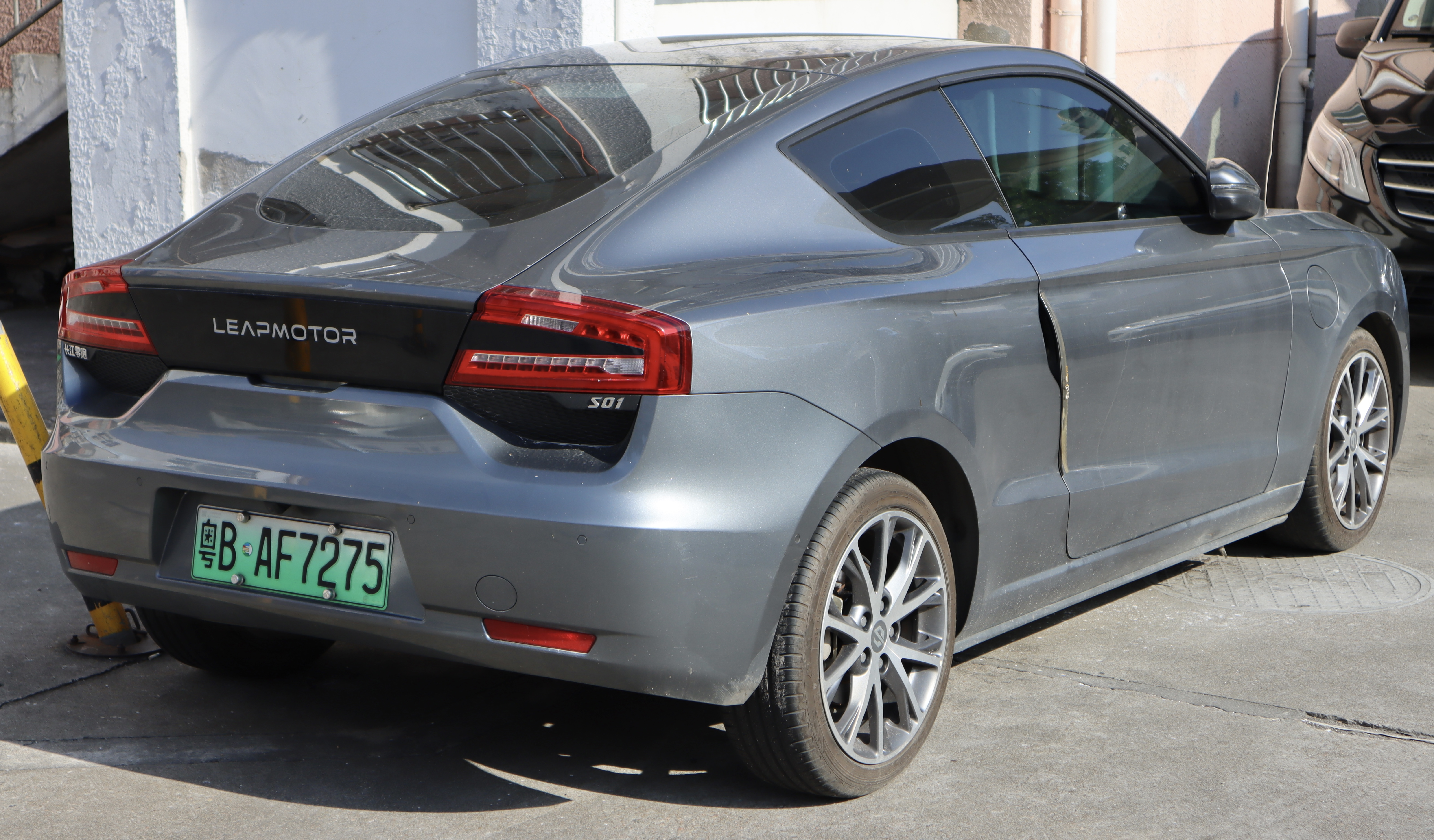
Heckansicht